# Ștefan Stan
Ștefan Alexandru Stan (n. 2 iulie 1977, București) este un cântăreț român de muzică blues-soul care a câștigat notorietate în 2011, odată cu obținerea primului loc în cadrul emisiunii-concurs Vocea României.

## Biografie
Ștefan Alexandru Stan s-a născut în București. Deși mama sa a cântat în tinerețe, iar Ștefan Stan își dorea să devină cântăreț, acesta nu a avut parte de sprijinul niciunuia dintre părinți în ceea ce privea urmarea unei cariere în muzică. Din cauza dificultăților financiare, Stan a fost nevoit să muncească începând de la șaisprezece ani în construcții, iar mai apoi într-o fabrică de aparate de aer condiționat. Plecat fiind în SUA pentru a munci, Stan a cântat la îndemnul prietenilor în diverse cafenele și baruri, iar în 2011 s-a înscris la preselecțiile emisiunii-concurs Vocea României, unde l-a avut ca mentor pe Smiley. Pe parcursul competiției interpretul s-a făcut remarcat prin intermediul glasului său „baritonal, aspru și ușor gutural”, iar la data de 26 decembrie a fost desemnat marele câștigător al emisiunii.  În urma victoriei Stan a primit suma de 100.000 de euro și un contract de management cu Universal Music Romania. Din 2013 a fost prezentator al emisiunii Killer Karaoke, difuzată de Prima TV.

## Discografie
23.05.2013 - Povestea Mea (Universal Music România)
- You Give Me Love — împreună cu Alex Velea (2012), #54 în Romanian Top 100.[10]
- Ea nu mai vine
- Zbor prin nori
- Hipnotizantă
- Leaving You
- Bârfitoarele
- I've Been Down
- I Don't Wanna Feel It
- Domnișoara
- Un om simplu
- Ne iubim
- Breathe feat. Teddy
- A cazut din rai
- Lullaby
- Asadar
- Romania, Te Iubesc! - Stefan Stan feat. Dumitru Fărcaș
- Viata
- Orice, oricand
- Doar tu

## Premii obținute
- "Vocea României" - Emisiunea-Concurs Vocea României 2011
- "Cel mai bun debut al anului 2012" - Premiile muzicale Radio România Actualități